# Isotta Fraschini Asso 1000
L'Isotta Fraschini Asso 1000 era un motore aeronautico a 18 cilindri disposti a W, raffreddati a liquido, prodotto dall'azienda italiana Isotta Fraschini sul finire degli anni venti.
Oltre che per la propulsione di aerei ebbe impiego navale, in particolare sui MAS 500 utilizzati durante la seconda guerra mondiale dalla Regia Marina italiana.

## Storia del progetto
L'Asso 1000 era l'ultimo di una famiglia di motori realizzati dall'azienda milanese secondo il concetto di "modularità": strettamente imparentato con i precedenti Asso 500 ed Asso 750, ne costituiva il passo evolutivo successivo in termini di dimensioni e cilindrata ma ne manteneva l'architettura di base imperniata su bancate da sei cilindri ciascuna ed un rilevante numero di parti in comune.
Presentato sul mercato nel corso del 1929, rappresentava per l'epoca il motore aeronautico più potente in assoluto.

## Descrizione tecnica
L'Asso 1000 era un motore a diciotto cilindri disposti su tre bancate parallele, da sei cilindri ciascuna. I cilindri erano realizzati in acciaio mentre le testate erano realizzate in lega di alluminio; queste ultime contenevano un doppio albero a camme, le guide delle valvole ed i condotti di aspirazione e scarico.
I pistoni erano collegati a gruppi di tre alla biella madre che portava gli attacchi per le altre due biellette. Nel basamento, l'albero a gomiti era sostenuto da otto cuscinetti di banco a strisciamento, mentre un cuscinetto a sfere assiale a doppia spinta era interposto fra i due cuscinetti di banco all'estremità anteriore dell'albero.
Caratterizzato da alesaggio di 150 mm e corsa di 180 mm, il motore erogava la potenza di 1 000 hp a 1 600 giri al minuto; la potenza massima poteva arrivare a 1 070 hp a 1 850 giri al minuto e, analogamente agli altri motori dell'azienda milanese, poteva essere dotato di riduttore ad ingranaggi.

## Impiego operativo
Il motore risulta impiegato sui velivoli Caproni Ca.90 e Ca.95, costruiti entrambi in un singolo esemplare. Nel caso del Ca.90 i motori Asso 1000 furono impiegati il 22 febbraio del 1930 nel volo che consentì di far segnare sei diversi primati mondiali.
In ambito navale l'Asso 1000 fu utilizzato, nelle sue varie versioni, per equipaggiare i MAS 500, sui quali erano installati in coppia.

## Mezzi utilizzatori

### Aerei
Italia
- Caproni Ca.90
- Caproni Ca.95

### Navi
Italia
- MAS 500

### Annotazioni
1. ↑  Le fonti reperite non indicano il tempo massimo durante il quale tale surplus di potenza potesse essere erogato.

### Fonti
1. 1 2  Isotta Fraschini, p. 51.
2. 1 2  Isotta Fraschini, p. 9.
3. 1 2  Flight, 27 giugno 1929, p. 522.
4. ↑  Flight, 27 giugno 1929, p. 776.
5. ↑  Isotta Fraschini, p. 11.
6. 1 2  Pierluigi Malvezzi, "MAS, VAS e MS", in regiamarina.net.
7. ↑  Andrea Piccinotti, "Mas 500", in regiamarinaitaliana.it.

### Pubblicazioni
- (EN) New italian aero engines, in Flight, Sutton, Surrey - UK, Reed Business Information Ltd., 27 giugno 1929,  p. 522. URL consultato il 23 maggio 2014.
- (EN) Foreign aero engines at Olympia, in Flight, Sutton, Surrey - UK, Reed Business Information Ltd., 25 luglio 1929,  pp. 775-776. URL consultato il 23 maggio 2014.